# Chocolats Lombart
Pour les articles homonymes, voir Lombart.
Les Chocolats Lombart, ou Chocolaterie Lombart, dont la raison sociale revendique la création en 1760, fut parmi les premières entreprises de chocolat de France, par exemple, dix ans avant que Pelletier et Pelletier ne fondent aussi une chocolaterie en 1770.

## Historique
En 1760, Antoine Meunier fonde dans le centre de Paris, au 3, rue des Vieilles-Étuves-Saint-Honoré, une des premières chocolateries françaises. Parmi ses illustres clientes : Madame Victoire, puis la duchesse d’Angoulême, aussi appelée Madame Royale. Ses produits : Chocolats Supérieurs, Bonbons Fins, Fantaisies Chocolat, etc. Sans oublier le Thé Lombart « d'importation directe ».
En 1860, l'entreprise installe une usine à l'angle de l'avenue de Choisy et de la rue de la Vistule située alors à proximité d'un marché aux porcs. Cette usine emploiera jusqu'à 10 000 salariés chargés de la fabrication du chocolat.
En 1875, l'entreprise est achetée par Jules Lombart, dont le portrait est au musée de sa ville de naissance, à Doullens (Somme). Il développe la société grâce à la publicité et en présentant ses produits dans toutes les foires commerciales.
Grand voyageur à la recherche des meilleures fèves de cacao, Jules-François Lombart vécut dans la villa Boucicaut de Fontenay-aux-Roses, dont il fut maire. L'avenue Lombart perpétue son souvenir.
À la fin du XIXe, Lombart et son épouse financent le portail romano-byzantin de l'église Sainte-Anne de la Maison-Blanche qui fut alors appelée « la façade chocolat ».
La chocolaterie Lombart se présente au début du XXe siècle comme « la plus grande usine de Paris », qui est aussi basée à Ivry. En 1920 elle emploie 800 ouvriers.
La concurrence accrue des années 1930, les grèves de 1936 et la Seconde Guerre mondiale portent un coup fatal à la chocolaterie.
L'adresse parisienne était au 75 avenue de Choisy, de la raffinerie de sucre Say, sur un site repris ensuite par une usine Panhard puis par le lycée Gabriel-Fauré, et décrit par la romancière Anne-Marie Garat dans son roman Dans la main du diable. Y travaillent environ 500 ouvriers, qui bénéficient du « participationnisme » : comme le mérite est un des facteurs de la part individuelle, le complément de salaire est établi par une moyenne de productivité.
À la fin des années 1940, le siège social et les bureaux se trouvaient 68 rue de Miromesnil (Paris, VIIIe). En 1957, la société Chocolat Lombart fut absorbée par la société de chocolats Menier.